# Shape of You
«Shape of You» — песня британского автора-исполнителя Эда Ширана, изданная 6 января 2017 года в качестве первого сингла с его третьего студийного альбома ÷ звукозаписывающим лейблом Asylum Records.

## Информация о песне
4 января 2017 года Эд Ширан опубликовал 6-секундный видеотизер, содержавший первую строку новой песни. 6 января во время эфира радиопередачи Breakfast Show на BBC Radio 1 музыкант заявил, что песня «Shape of You» создавалась для Рианны, с мыслями о том, что композиция подошла бы для Рианны он начал добавлять в текст различные детали (например, Van The Man on the jukebox), но лишь затем решил, что он сам будет исполнителем песни. Ширан не писал её целенаправленно для нового альбома, но потом решил, что «Это будет забавно».

## Композиция
«Shape of You» содержит в себе черты жанров дэнсхолл и тропикал-хаус, а также элементы акустики. Под аккомпанемент маримбы и перкуссии Ширан рассказывает историю о знакомстве в баре. «Shape of You» написана в тональности До♯ минор, темпе 96 удара в минуту; последовательность аккордов — C♯m-F♯m-А-B, ; вокальный диапазон охватывает 2 октавы от Соль♯3 до Соль♯5.

## Отзывы критиков
Джон Караманика из газеты The New York Times написал, что «„Shape of You“ — искусная, живая и впечатляющая песня, вобравшая в себя агрессивную утончённость карибской музыки». В рецензии Тейлор Уэтерби из журнал Billboard заявляется, что песня не звучит как типичная композиция Эда Ширана, но «это по-прежнему Ширан, но в новом проявлении». Джереми Гордон из журнала Spin положительно отозвался о песне; отмечено, что в тексте довольно много идёт речи о сексе, «это своего рода шлепок по лицу», но при этом история звучит убедительно.
Новостной сайт Metro отметил, что звучит «Shape of You» очень сходно с песней «Cheap Thrills» в исполнении Сии Ферлер.

## Популярность и коммерческий успех
13 января 2017 года «Shape of You» дебютировал на позиции № 1 в Великобритании в чарте UK Singles Chart с тиражом более 227 000 копий в первую неделю. Одновременно на втором месте дебютировал ещё один сингл Ширана «Castle on the Hill», что сделало этого исполнителя первым в истории Соединённого Королевства, кому удалось дебютировать сразу на первых двух местах в одну неделю.
К июлю 2017 году песня достигла рекордного показателя в 184 млн стримов, что сделало её самым прослушиваемым по стримингу хитом в Великобритании за всё время подобных учётов в этой стране.
Трек стал национальным бестселлером с учётом 787 000 копий продаж и 248 млн стримов, что в сумме дало 3,2 млн продаж по итогам всего 2017 года.
Сингл стал третьим бестселлером Великобритании (комбинируя продажи и стриминговый эквивалент; 19 сентября 2017).
28 января 2017 года «Shape of You» возглавил американский хит-парад Billboard Hot 100. Это первый для Эда Ширана чарттоппер в США как исполнителя. Ранее наибольшим успехом пользовался сингл «Thinking Out Loud», который достигал второго места в 2015 году и пробыл там почти рекордные 8 недель. Но как автор он уже был 2 недели на вершине чарта с суперхитом «Love Yourself» (в исполнении Джастина Бибера), лучшего сингла всего 2016 года. Поскольку на позиции № 6 одновременно дебютировал и второй его хит «Castle on the Hill», то Эд Ширан стал первым в истории США исполнителем, который дебютировал в лучшей десятке Billboard сразу с двумя своими синглами. Кроме того, «Shape» (240 000 загрузок) и «Castle» (171 000) стартовали на первых двух позициях в цифровом чарте Digital Song Sales, и Ширан также стал первым в истории этого чарта, дебютировавшим на первых двух местах, № 1 и № 2 одновременно.
«Shape of You» возглавляла американский хит-парад (Hot 100) 12 недель. В 4-ю неделю лидерства песня также возглавила чарт Mainstream Top 40, где стала вторым чарттоппером Ширана (после хита 2015 года «Thinking Out Loud»). 6 мая 2017 года сингл уступил первое место (уйдя на № 2) хиту «Humble» рэпера Kendrick Lamar. 2 сентября 2017 года «Shape of You» пробыл 32 недели в лучшей десятке Top-10 Ten чарта Hot 100, поделив этот рекорд с хитами «How Do I Live» кантри-певицы ЛиЭнн Раймс и «Closer» группы The Chainsmokers при участии Холзи. В танцевальном чарте Billboard Dance/Mix Show Airplay, «Shape of You» стала для Ширана первым чарттоппером (в Dance/EDM chart). 18 марта 2017 песня возглавила клубный танцчарт Dance Club Songs, став первым для Ширана сольным чарттоппером в этом хит-параде. В августе 2017 года «Shape of You» был предварительно назван бестселлером всего 2017 года в США с тиражом 2,3 млн копий, включая около 2 млн продаж и 799,7 млн загрузок по стримингу, скомбинированно из аудио и видео стримов.
22 декабря 2021 года «Shape of You» стала первой песней в истории, которая набрала 3 млрд прослушиваний на Spotify.
В июле 2025 года песня заняла первое место в списке 500 самых прослушиваемых песен в Apple Music за 10 лет — с момента выпуска она более 1000 дней занимала 1-е место в хит-параде Top Songs.

## Музыкальное видео
5 января 2017 года на канале YouTube вышло музыкальное лирик-видео «Shape of You» вместе с песней «Castle on the Hill». К апрелю 2023 года официальное лирик-видео просмотрели более 915 млн раз на YouTube.
30 января 2017 года вышло официальное музыкальное видео песни с участием американской танцовщицы и модели Дженни Пегоски и бывшего профессионального борца сумо Ямамотояма Рюта (в титрах — «Яма»). Клип был снят в Сиэтле, режиссером был Джейсон Кениг. 8 мая 2017 года, через 97 дней после выпуска, он стал одним из самых быстрых музыкальных клипов, набравших 1 миллиард просмотров на YouTube, а по состоянию на ноябрь 2024 года музыкальное видео набрало более 6,3 миллиардов просмотров на сайте и является 7-м по популярности видео на сайте.

## Чарты и сертификация
| Чарт (2017)                                | Наивысшая позиция |
| ------------------------------------------ | ----------------- |
| Аргентина (Monitor Latino)                 | 2                 |
| Аргентина Anglo (Monitor Latino)           | 1                 |
| Белоруссия (Unistar Radio Top 20)          | 3                 |
| Австралия (ARIA)                           | 1                 |
| Австрия (Ö3 Austria Top 40)                | 1                 |
| Бельгия/Фландрия (Ultratop 50)             | 1                 |
| Бельгия/Фландрия (Ultratop Dance)          | 1                 |
| Бельгия/Валлония (Ultratop 50)             | 1                 |
| Бельгия/Валлония (Ultratop Dance)          | 1                 |
| Бразилия (Hot 100 Airplay)                 | 1                 |
| Бразилия (Billboard Brasil Pop Airplay)    | 2                 |
| Канада (Billboard Canadian Hot 100)        | 1                 |
| СНГ (TopHit)                               | 1                 |
| Канада (Billboard AC)                      | 1                 |
| Канада (Billboard CHR/Top 40)              | 1                 |
| Канада (Billboard Hot AC)                  | 1                 |
| Чили (Monitor Latino)                      | 4                 |
| Колумбия (National-Report)                 | 10                |
| Колумбия Anglo (National-Report)           | 1                 |
| Колумбия (National-Report) Latin Remix     | 88                |
| Колумбия (Monitor Latino)                  | 10                |
| Колумбия Anglo (Monitor Latino)            | 1                 |
| Хорватия (HRT)                             | 1                 |
| Чехия (Rádio — Top 100)                    | 1                 |
| Чехия (Singles Digitál Top 100)            | 1                 |
| Дания (Tracklisten)                        | 1                 |
| Дания (Tracklisten Airplay)                | 1                 |
| Euro Digital Songs (Billboard)             | 1                 |
| Эквадор (Monitor Latino)                   | 15                |
| Эквадор Anglo (Monitor Latino)             | 1                 |
| Финляндия (Suomen virallinen lista)        | 1                 |
| Финляндия (Radiosoittolista Airplay)       | 1                 |
| Франция (SNEP)                             | 1                 |
| Германия (GfK)                             | 1                 |
| Греция (Airplay Chart, IFPI)               | 1                 |
| Греция (Digital Songs, Billboard)          | 1                 |
| Гватемала (Monitor Latino)                 | 2                 |
| Венгрия (Dance Top 40)                     | 1                 |
| Венгрия (Rádiós Top 40)                    | 1                 |
| Венгрия (Single Top 40)                    | 1                 |
| Венгрия (Stream Top 40)                    | 1                 |
| Ирландия (IRMA)                            | 1                 |
| Израиль (Media Forest)                     | 1                 |
| Италия (FIMI)                              | 1                 |
| Япония (Billboard Japan Hot 100)           | 7                 |
| Япония (Hot Overseas, Billboard)           | 1                 |
| Япония (Radio Songs, Billboard)            | 2                 |
| Латвия (Latvijas Top 40)                   | 1                 |
| Ливан (Lebanese Top 20)                    | 2                 |
| Литва (M-1 Top 40)                         | 29                |
| Люксембург (Digital Songs, Billboard)      | 1                 |
| Малайзия (RIM)                             | 1                 |
| Мексика (AMPROFON)                         | 2                 |
| Мексика (Airplay, Billboard)               | 2                 |
| Мексика (Mexico Ingles Airplay, Billboard) | 1                 |
| Мексика (Monitor Latino)                   | 6                 |
| Мексика Anglo (Monitor Latino)             | 1                 |
| Нидерланды (Dutch Top 40)                  | 1                 |
| Нидерланды (Mega Top 50)                   | 1                 |
| Нидерланды (Single Top 100)                | 1                 |
| Новая Зеландия (Recorded Music NZ)         | 1                 |
| Норвегия (VG-lista)                        | 1                 |
| Панама (Monitor Latino)                    | 2                 |
| Панама Anglo (Monitor Latino)              | 1                 |
| Парагвай (Monitor Latino)                  | 2                 |
| Перу (Monitor Latino)                      | 2                 |
| Philippines (Philippine Hot 100)           | 1                 |
| Польша (Polish Airplay Top 100)            | 1                 |
| Польша (Dance Top 50)                      | 1                 |
| Польша (Polish TV Airplay Chart)           | 2                 |
| Португалия (AFP)                           | 1                 |
| Румыния (Media Forest)                     | 1                 |
| Russia Airplay (Tophit)                    | 1                 |
| Шотландия (OCC Scotland)                   | 1                 |
| Словакия (Rádio — Top 100)                 | 1                 |
| Словакия (Singles Digitál Top 100)         | 1                 |
| Slovenia (SloTop50)                        | 1                 |
| South Korea International Chart (Gaon)     | 1                 |
| Испания (PROMUSICAE)                       | 1                 |
| Швеция (Sverigetopplistan)                 | 1                 |
| Швейцария (Schweizer Hitparade)            | 1                 |
| Швейцария (Romandie)                       | 1                 |
| Турция (Number One Top 40)                 | 1                 |
| Великобритания (OCC UK Singles)            | 1                 |
| Украина (Airplay, Tophit)                  | 1                 |
| Уругвай (Monitor Latino)                   | 9                 |
| США (Billboard Hot 100)                    | 1                 |
| США (Billboard Adult Contemporary)         | 1                 |
| США (Billboard Adult Pop Airplay)          | 1                 |
| США (Billboard Dance Club Songs)           | 1                 |
| США (Billboard Dance/Mix Show Airplay)     | 1                 |
| США (Billboard Latin Airplay)              | 24                |
| США (Billboard Latin Pop Airplay)          | 15                |
| США (Billboard Pop Airplay)                | 1                 |
| США (Billboard R&B/Hip-Hop Airplay)        | 42                |
| США (Billboard Rhythmic)                   | 3                 |
| US Anglo (Monitor Latino)                  | 1                 |
| Венесуэла Anglo (Monitor Latino)           | 1                 |
| Венесуэла English (Record Report)          | 1                 |
| Венесуэла (National-Report) Latin Remix    | 63                |

| Чарт (2017)                                 | Позиция |
| ------------------------------------------- | ------- |
| Аргентина (CAPIF)                           | 3       |
| Аргентина (Monitor Latino)                  | 2       |
| Австралия (ARIA)                            | 1       |
| Австрия (Ö3 Austria Top 40)                 | 2       |
| Бельгия (Ultratop 50 Flanders)              | 1       |
| Бельгия (Ultratop 50 Wallonia)              | 1       |
| Боливия (Monitor Latino)                    | 19      |
| Бразилия (Billboard Brasil Hot 100 Airplay) | 1       |
| Канада (Canadian Hot 100)                   | 1       |
| Колумбия (Monitor Latino)                   | 12      |
| Costa Rica (Monitor Latino)                 | 22      |
| Дания (Tracklisten)                         | 1       |
| Dominican Republic (Monitor Latino)         | 41      |
| Ecuador (Monitor Latino)                    | 16      |
| El Salvador (Monitor Latino)                | 34      |
| Франция (SNEP)                              | 1       |
| Германия (Official German Charts)           | 1       |
| Guatemala (Monitor Latino)                  | 4       |
| Honduras (Monitor Latino)                   | 48      |
| Венгрия (Dance Top 40)                      | 4       |
| Венгрия (Rádiós Top 40)                     | 1       |
| Венгрия (Single Top 40)                     | 3       |
| Венгрия (Stream Top 40)                     | 1       |
| Israel (Media Forest)                       | 1       |
| Italy (FIMI)                                | 2       |
| Malaysia (RIM)                              | 1       |
| Mexico (Monitor Latino)                     | 4       |
| Netherlands (Single Top 100)                | 1       |
| Nicaragua (Monitor Latino)                  | 60      |
| Norway (VG Lista)                           | 2       |
| New Zealand (Recorded Music NZ)             | 1       |
| Панама (Monitor Latino)                     | 8       |
| Парагвай (Monitor Latino)                   | 2       |
| Перу (Monitor Latino)                       | 5       |
| Польша (ZPAV)                               | 1       |
| Russia (Tophit)                             | 5       |
| Slovenia (SloTop50)                         | 1       |
| South Korea International (Gaon)            | 1       |
| Испания (PROMUSICAE)                        | 2       |
| Швеция (Sverigetopplistan)                  | 1       |
| Швейцария (Schweizer Hitparade)             | 1       |
| Уругвай (Monitor Latino)                    | 20      |
| Великобритания (Official Charts Company)    | 1       |
| США Billboard Hot 100                       | 1       |
| США Adult Contemporary (Billboard)          | 2       |
| США Adult Top 40 (Billboard)                | 1       |
| США Dance Club Songs (Billboard)            | 1       |
| США Dance/Mix Show Airplay (Billboard)      | 1       |
| США Mainstream Top 40 (Billboard)           | 1       |
| США Rhythmic (Billboard)                    | 17      |

| Чарт (2010—2019)                                  | Позиция |
| ------------------------------------------------- | ------- |
| Австралия (ARIA)                                  | 1       |
| Германия (Official German Charts)                 | 1       |
| Великобритания, Singles (Official Charts Company) | 1       |
| США, Billboard Hot 100                            | 3       |
| США, Billboard Mainstream Top 40                  | 1       |

| Чарт                   | Позиция |
| ---------------------- | ------- |
| США, Billboard Hot 100 | 9       |

## Сертификации
| Регион | Сертификация     | Продажи   |
| --- | ---------------- | --------- |
| Австралия (ARIA) | 8× Платиновый    | 560 000   |
| Австрия (IFPI Austria) | Платиновый       | 30 000    |
| Бельгия (BEA) | 5× Платиновый    | 100,000   |
| Канада (Music Canada) | 2× Бриллиантовый | 1 600 000 |
| Дания (IFPI Danmark) | 3× Платиновый    | 270 000   |
| Франция (SNEP) | Бриллиантовый    | 250,000   |
| Германия (BVMI) | Бриллиантовый    | 1 000 000 |
| Италия (FIMI) | 8× Платиновый    | 400 000   |
| Япония (RIAJ) | Золотой          | 100 000^  |
| Новая Зеландия (RMNZ) | 11× Платиновый   | 330 000   |
| Испания (PROMUSICAE) | 6× Платиновый    | 240 000   |
| South Korea (Gaon Chart) | —                | 942,169   |
| Швеция (GLF) | 9× Платиновый    | 360 000   |
| Швейцария (IFPI Switzerland) | 5× Платиновый    | 100 000   |
| Великобритания (BPI) | 4× Платиновый    | 2 600 000 |
| США (RIAA) | 5× Платиновый    | 2 300 000 |
| * Данные о продажах приведены только на основе сертификации. · ^ Данные о тиражах приведены только на основе сертификации. · Данные о продажах + прослушиваниях приведены только на основе сертификации. |                  |           |

## Хронология издания
| Страна | Дата           | Формат               | Лейбл            | Ссылка  |
| ------ | -------------- | -------------------- | ---------------- | ------- |
| Мир    | 6 января 2017  | цифровая дистрибуция | Asylum Records   |         |
| США    | 10 января 2017 | радио                | Atlantic Records | [ 205 ] |